# Деидамия
Деида́мия (др.-греч. Δηιδάμεια) — в древнегреческой мифологии дочь царя острова Скирос Ликомеда, у которого Фетида перед началом Троянской войны скрывала своего сына Ахилла — мать нарядила его в женское платье, надеясь избежать предсказания, что сын погибнет под стенами Трои. Деидамия встретилась с Ахиллом на празднике Афины. Она стала его возлюбленной и родила сына Неоптолема.
Деидамия стала героиней оперы Андре Кампра «Ахилл и Деидамия» (1735) и трагедии Василия Тредиаковского «Деидамия» (1750). Она упоминается в «Божественной комедии» Данте как находящаяся в первом круге ада Лимбе.